# Кринички (Лебединский район)
Кринички (укр. Кринички) — село,
Михайловский сельский совет,
Лебединский район,
Сумская область,
Украина.
Код КОАТУУ — 5922986503. Население по данным 1988 года составляло 10 человек.
Село ликвидировано в 2007 году .

## Географическое положение
Село Кринички находится в 2-х км от левого берега реки Грунь.
Расположен на расстоянии в 1 км от посёлка Першотравневое, в 2-х км от сёл Степное и Грунь.

## История
- 2007 — село ликвидировано [1].